# 洛茲納
49°39′15″N 28°13′41″E / 49.65417°N 28.22806°E
洛茲納（烏克蘭語：Лозна），是烏克蘭的村落，位於該國西南部文尼察州，由赫梅利尼克區負責管轄，面積3.4平方公里，海拔高度262米，2001年人口784，人口密度每平方公里230.59人。